# Selago pustulosa
Selago pustulosa är en flenörtsväxtart som beskrevs av O.M. Hilliard. Selago pustulosa ingår i släktet Selago och familjen flenörtsväxter. Inga underarter finns listade i Catalogue of Life.